# 快速反應部隊

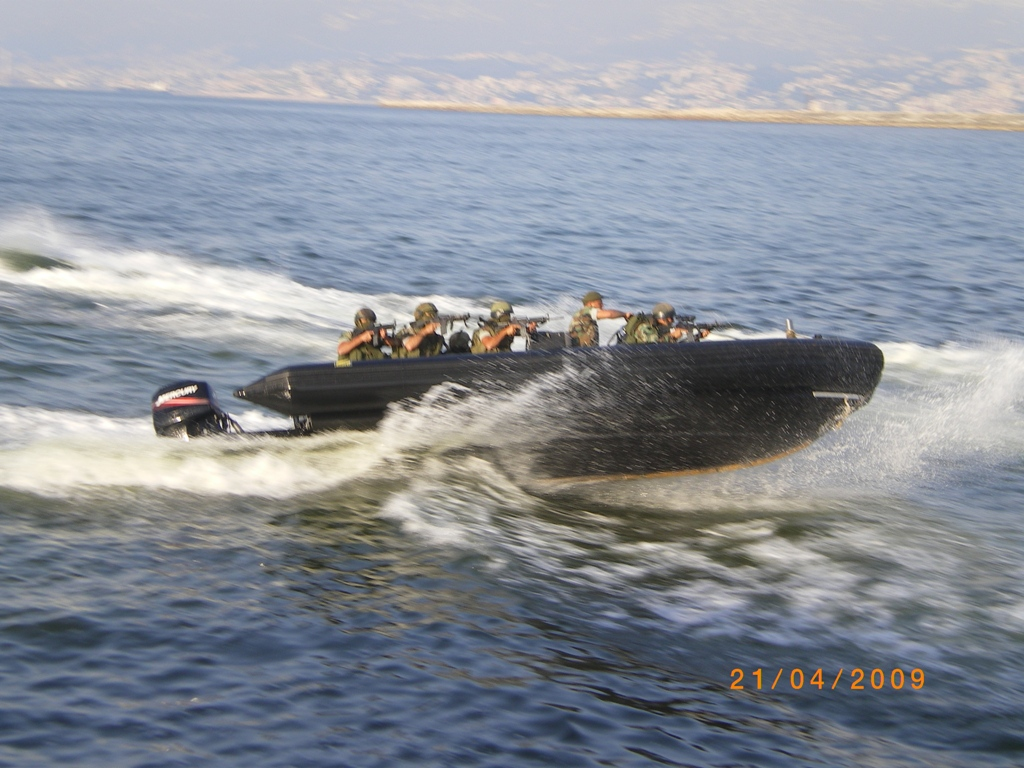
黎巴嫩快速反應部隊

快速反應部隊（Rapid Reaction Force，RRF）是設計於低強度戰爭中能在極短時間範圍內作出武力干涉的戰鬥部隊。

## 歐洲
歐盟於1999年開始研究籌備及建設自己的武裝力量，稱為快速反應部隊，編制在60,000人以上，成員以德國人、英國人及法國人為主要，其他歐盟會員國為輔助角色，可以在6星期之內派遣其執行準戰爭任務。其任務亦包括人道救援與救助、維和任務及預防衝突與調停等等。